# Strangea linearis
Strangea linearis är en tvåhjärtbladig växtart som beskrevs av Meissn.. Strangea linearis ingår i släktet Strangea och familjen Proteaceae. Inga underarter finns listade i Catalogue of Life.